# Стара Жучка
Стара Жучка — місцевість у місті Чернівці, яка спершу розвивалася як окреме село. Після приєднання до Чернівців у 1965 році стала житловим мікрорайоном міста.

## Назва
В історичних документах трапляються різні варіанти написання назви села — Жушка (1752), Джушка (1758), Шушка (1785). Його назва ймовірно походила від невеликої річки, яка протікала через село і свого часу називалася "Журчка" або "Джурчка". За іншою версію назва села походить від імені першого власника. Пізніше, у повсякденному вжитку назва поступово видозмінилась на сучасну. 
У XIX столітті село почали називати Старою Жучкою, для розрізнення від сусіднього нового поселення — Нової Жучки.
У міжвоєнний період село румунська влада перейменувала село на Моший Веки. Цю назву запозичили від одного із кутів села Мушиї (назва ймовірно походить від імені мешканців), тлумачачи її як похідну від рум. "mosie" (укр. маєток). Однак назва не прижилась серед мешканців. 

## Історія
Перша згадка про поселення датується 1537 роком, коли воно було згадане у грамоті молдовського господаря Петра Рареша. Згадується село і французьким картографом Гійомом де Бопланом у 1620 році.
Навпроти села знаходився пором, який забезпечував можливість переправи на інший берег річки Прут. Спершу пором перебував у князівській власності, а з середини XVIII століття його було передано монастиреві Гореча.
За переписом 1900 року в селі Стара Жучка Чернівецького повіту було 707 будинків, проживали 3278 мешканців: 3039 українців, 56 німців, 41 єврей, 38 поляків.
Свого часу у селі діяла низка промислових об'єктів: гуральня із виробництва спирту (ймовірно перший промисловий об'єкт на території сучасних Чернівців), одна із найбільших в Румунії цукроварень (щорічно тут виготовлялося дві тисячі вагонів нерафінованого цукру), броварня. В 1923 році тут було засновано молочарню Комаровського, яка стала відомою під маркою "Елка". Згодом ця молочарня відкрила свої філії у багатьох селах Буковини.
У 1940—1941 роках на території села розташувалося радянське військове летовище, яке було повністю зруйноване німецькими бомбардувальниками 22 червня 1941 року.
Після завершення Другої світової війни, у серпні 1949 року Стару Жучку було вперше приєднано до міста Чернівці, однак уже 22 червня 1959 року її було знову виключено зі складу міста та віднесено до Садгірського району. Дещо пізніше село приєднали до міста Садгора, а в 1965 році, разом з нею, знову включили до складу міста Чернівці.